# Blija
Blija è un piccolo villaggio dei Paesi Bassi che fa parte del comune di Ferwerderadiel, nella provincia della Frisia.
In passato il villaggio era conosciuto per la produzione del lino.
Secondo il censimento del 1744 aveva una popolazione di 472 abitanti, nel 2014, ne aveva 839.